# Українці афігенні
«Українці Афігенні (UA)» — українське гумористичне псевдодокументальне скетч-шоу що стартувало на каналі ICTV 19 вересня 2008 року. Автором ідеї та головним продюсером був Максим Бахматов. Матеріали подавалися глядачеві як документальні, хоча всі вони були вигадані. За деякий час шоу почало виходити на телеканалі ТЕТ.
Після революції гідності що відбулась восени 2013 року, уривки даного шоу почали сприйматись росіянами як доказ фальсифікації Україною своєї історії.

## Формат
«Українці офігенні» поєднує в собі елементи скетч-комедії та соціальної сатири, акцентуючи увагу на актуальних соціальних і політичних питаннях України та світу. Кожен епізод шоу складається з декількох коротких гумористичних сценок, в яких актори грають різноманітних персонажів.

## Ведучі та акторський склад
- Андрій Ростиславович Богданович - ведучий[4]
- Олексій Сергійович Супрун - Петро Бампер
- Бірча Ігор Ярославович[5]

## Продукція
Шоу вироблялось продакшн-компанією «Ледокол» (Ledokol Bakhmatov Group), і виходило на каналі ICTV. «Українці офігенні» відоме своєю високоякісною продукцією та оригінальними сценаріями, які розробляються творчою командою шоу.

## Відгуки та вплив
Шоу отримало широкий резонанс серед української аудиторії і здобуло позитивні відгуки від критиків за свій сміливий підхід до висвітлення складних тем через призму гумору. «Українці офігенні» також відіграло важливу роль у формуванні сучасної української поп-культури. Шоу отримало Премію «Телетріумф» у номінації «Сценарій телевізійного твору»